# Valpaços
Valpaços és un municipi portuguès, situat al districte de Vila Real, a la regió del Nord i a la subregió de l'Alt Trás-os-Montes.L'any 2006 tenia 10.583 habitants. Es divideix en 31 freguesies. Limita al nord-oest amb Chaves, a l'est amb Vinhais i Mirandela, al sud amb Murça i a l'oest amb Vila Pouca de Aguiar. Fou creada el 1836 per desmembrament de Chaves.

## Població
| Població del concelho de Valpaços (1849 – 2004) | Població del concelho de Valpaços (1849 – 2004) | Població del concelho de Valpaços (1849 – 2004) | Població del concelho de Valpaços (1849 – 2004) | Població del concelho de Valpaços (1849 – 2004) | Població del concelho de Valpaços (1849 – 2004) | Població del concelho de Valpaços (1849 – 2004) | Població del concelho de Valpaços (1849 – 2004) |
| ----------------------------------------------- | ----------------------------------------------- | ----------------------------------------------- | ----------------------------------------------- | ----------------------------------------------- | ----------------------------------------------- | ----------------------------------------------- | ----------------------------------------------- |
| 1849                                            | 1900                                            | 1930                                            | 1960                                            | 1981                                            | 1991                                            | 2001                                            | 2004                                            |
| 7437                                            | 25179                                           | 26050                                           | 33984                                           | 26066                                           | 22586                                           | 19512                                           | 19154                                           |

## Freguesies
- Água Revés e Crasto
- Algeriz
- Alvarelhos
- Barreiros
- Bouçoães
- Canaveses
- Carrazedo de Montenegro
- Curros
- Ervões
- Fiães
- Fornos do Pinhal
- Friões
- Lebução
- Nozelos
- Padrela e Tazem
- Possacos
- Rio Torto
- Sanfins
- Santa Maria de Emeres
- Santa Valha
- Santiago da Ribeira de Alhariz
- São João da Corveira
- São Pedro de Veiga de Lila
- Serapicos
- Sonim
- Tinhela
- Vales
- Valpaços
- Vassal
- Veiga de Lila
- Vilarandelo